# Morris Louis

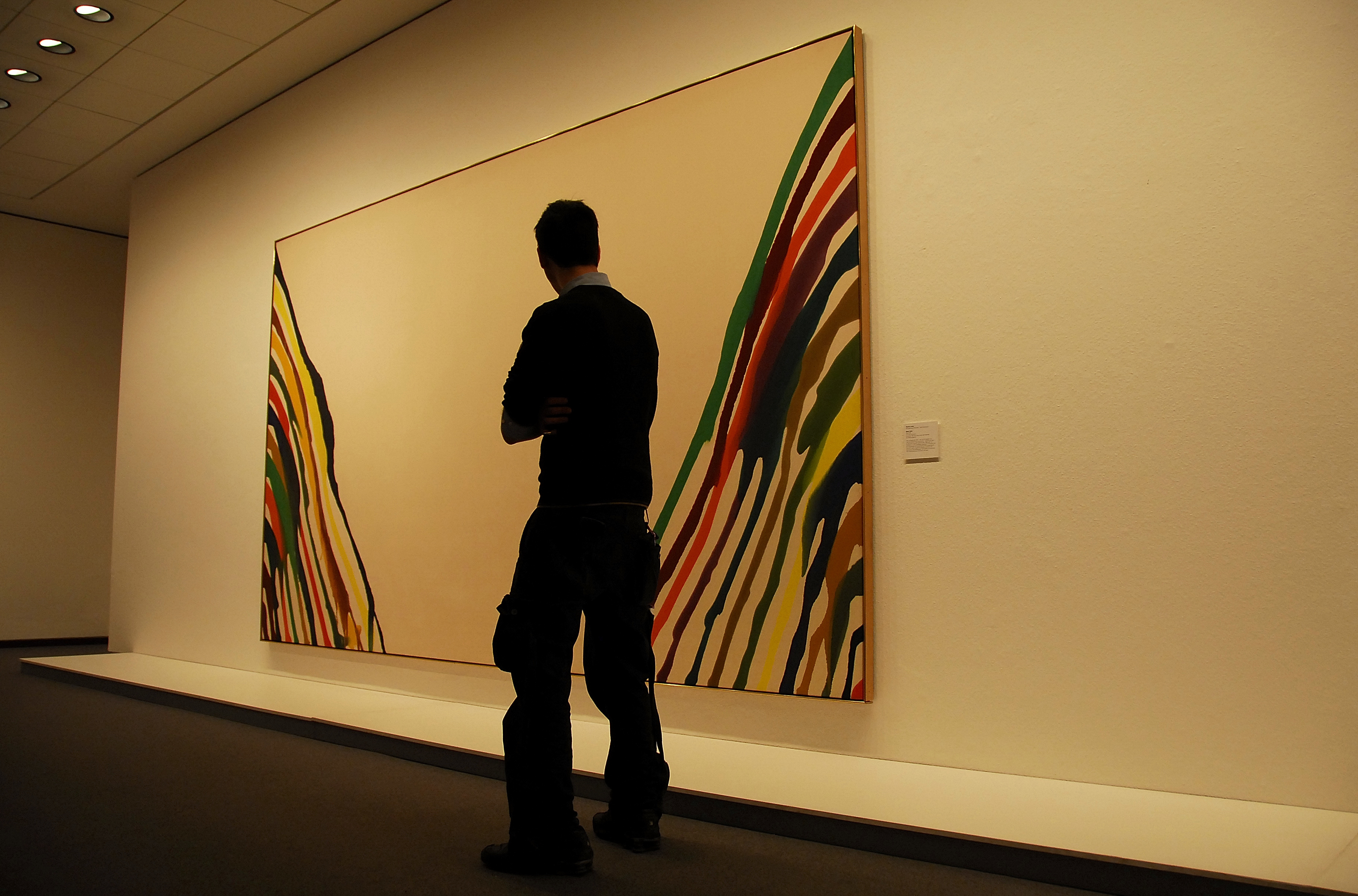
Beta Zeta

Morris Louis Bernstein, noto semplicemente come Morris Louis (Baltimora, 28 novembre 1912 – Washington, 7 settembre 1962), è stato un pittore statunitense, tra i primi e maggiori esponenti della corrente artistica Color field painting ("pittura a campi di colore").

## Biografia
Nacque da Cecilia e Louis Bernstein, una famiglia della medio-borghesia ebraica immigrata dalla Russia. I genitori lo volevano inserito nel ramo medico, ma egli intraprese studi artistici.
Dal 1927 al 1933 studiò al Maryland Institute of Fine and Applied Arts (ora "Maryland Institute College of Art"). Dopo essersi diplomato, svolse vari lavori per mantenersi mentre continuava a praticare la pittura come passione. Nel 1935 diventò presidente della Baltimore Artists Association. Dal 1936 al 1940 visse a New York e lavorò al Works Progress Administration Federal Art Project, dove conobbe Arshile Gorky e David Alfaro Siqueiros. È qui che adottò il nome senza cognome.
Nel 1943 tornò a Baltimora e visse per qualche anno coi genitori,. Nel frattempo il suo stile, influenzato da Joan Miró, diveniva sempre più astratto. Nel 1947 sposò Marcella Siegel, con la quale si trasferì a Silver Spring, nel Maryland.
L'anno successivo sperimentò per primo la Magna, un nuovo tipo di vernice acrilica a base d'olio sviluppata per lui da alcuni amici fabbricanti di New York. Da quel momento, questa nuova vernice sarà l'unica usata dall'artista lungo tutta la carriera.
Nel 1952 si trasferì con la moglie a Washington dove, insieme a un gruppo di artisti noto come "Washington Color School", che includeva l'amico Kenneth Noland, fondò una nuova corrente artistica detta Color field painting ("pittura a campi di colore"). Pur continuando la tradizione e i concetti espressi dagli Action painters allora in voga come Jackson Pollock, Barnett Newman, Clyfford Still, Mark Rothko, Robert Motherwell e Ad Reinhardt, i "Color field painters" ne omettevano il gesto fisico in favore dell'uso di grandi e piatte aree di colore molto diluito e steso su tela grezza.
Nel 1953 conobbe il pittore e critico d'arte Clement Greenberg, con cui nacque un sodalizio artistico fondamentale per Louis. Greenberg infatti lo porterà alla fama internazionale, allestendo per lui diverse importanti gallerie e mostre. Tra le più rappresentative opere di Louis è da citare la serie Unfurleds.
Morì di cancro ai polmoni il 7 settembre 1962 a Washington. La causa del decesso fu attribuita all'intensa esposizione ai vapori di vernice. L'anno successivo venne tenuta una mostra in sua memoria al Solomon R. Guggenheim Museum di New York. Altre mostre delle sue opere vennero allestite al Museum of Fine Arts di Boston nel 1967, al National Gallery of Art di Washington, nel 1976 e al MoMA di New York nel 1986.

## Influenze
Tra le influenze di Louis, che gli permisero di sviluppare la nuova corrente artistica, è da citare la pittrice Helen Frankenthaler. Nel 1953, Louis e Noland visitarono l'artista nel suo studio di New York, e furono impressionati dal suo innovativo uso di grandi campi di colore ad olio diluito e steso sulla tela grezza, visibile in particolare nell'opera Mountains and Sea, del 1952. Da quel momento Louis iniziò a sperimentare col colore ad olio diluito al punto di lasciarlo colare sulla tela per ottenere suggestivi effetti velati e traslucidi. Eliminò inoltre il gesto fisico irruente, caratteristico della corrente Action painting, in favore di larghe linee omogenee di colore tracciate con cura e che, sovrapponendosi sui bordi, creavano inediti effetti cromatici. Caratteristiche del suo stile, le strisce parallele di diversi colori a effetto arcobaleno, ricche di intensi contrasti, e il colore assorbito direttamente dalla tela, invece che steso su uno strato di fondo come si usava di norma.
Louis usava raggruppare le sue opere in "serie". Tra le più caratteristiche, le Veils (1958–59), Florals and Columns (1960), Unfurleds (1960–61) e le Stripe paintings (1961–62).

## Esposizioni (selezione)
- 1953: Workshop Art Center Gallery, New York;
- 1954: Kootz Gallery, New York;
- 1957: Leo Castelli Gallery, New York;
- 1957: Martha Jackson Gallery, New York;
- 1958: Baltimore Museum of Art, Baltimora;
- 1958: Osaka International Festival, Osaka;
- 1958: Pennsylvania Academy of Fine Arts, Philadelphia
- 1961: Solomon R. Guggenheim Museum, New York;
- 1963: Solomon R. Guggenheim Museum, New York;
- 1967: Museum of Fine Arts, Boston;
- 1976: National Gallery of Art, Washington;
- 1986: MoMA, New York;
- 2007: Museum of Contemporary Art, San Diego;
- 2008: High Museum, Atlanta;
- 2008: Hirshhorn Museum and Sculpture Garden, Washington.